# 孔憲教
孔憲教（1844年—1913年），字法聖、號靜皆，湖南長沙府長沙縣（今湖南省長沙市）人，祖籍山東曲阜，清朝政治人物、進士出身。
光緒十一年，鄉試中舉；光緒十二年，登進士，同年五月，改翰林院庶吉士。光緒十五年，以知縣即用，光緒十五年四月，散館，著以知县即用，授福建延平府順昌縣知縣。光緒二十四年，在籍候選道，任湖南孝廉書院院長。光緒二十七年，以分省補用道。宣統二年，降五級調用。